# Přibyslavice (Vlkaneč)

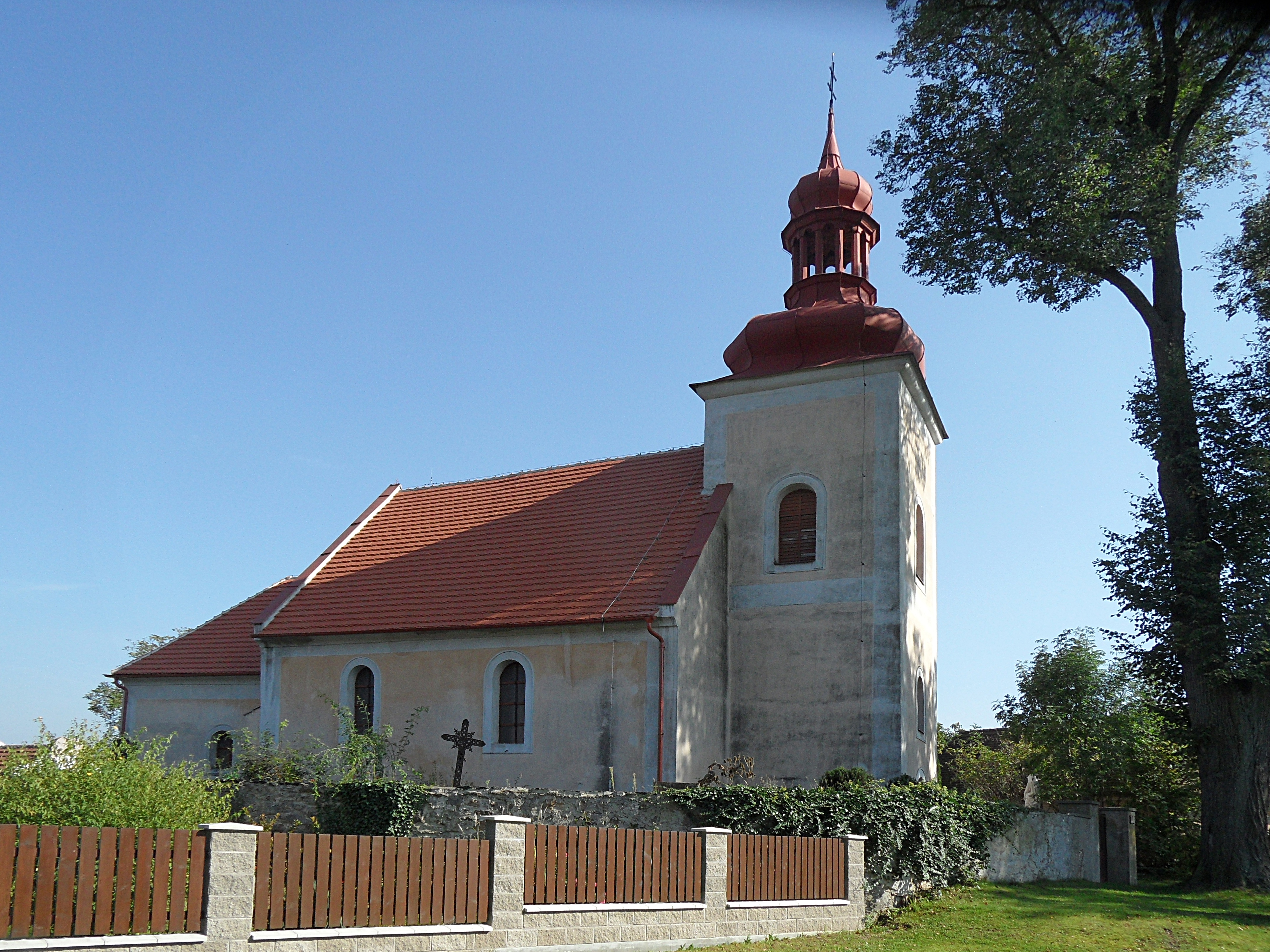
Kirche des hl. Wenzel

Přibyslavice (deutsch  Pribislaw, früher Přibislawitz) ist ein Ortsteil der Gemeinde Vlkaneč im Okres Kutná Hora in Tschechien. Er liegt 7,5 Kilometer südlich von Čáslav.

## Geographie
Přibyslavice befindet sich auf einem Plateau über den Quellgründen der Bäche Bratčický potok und Stroupínovský potok in der Böhmisch-Mährischen Höhe. Nordöstlich erhebt sich die Tisá skála (394 m n.m.)
Nachbarorte sind Tupadly, Adamov und Pilsky im Norden, Zálesí und Bratčice im Nordosten, Rousínov, Písek, Okřesaneč und Chrastice im Osten, Podmoky im Südosten, Kozohlody, Vlkaneč und Klucké Chvalovice im Süden, Kocanda, Zbýšov und Šebestěnice im Südwesten, Hološiny und Březí im Westen sowie Zbudovice und Schořov im Nordwesten.

## Geschichte
Die erste urkundliche Erwähnung von Přibyslavice erfolgte 1226 als Besitz des Jaroš von Přibyslavice. Ab 1242 gehörte das Dorf zur Deutschordenskommende Drobovice. Die Kirche wurde wahrscheinlich im späten 13. Jahrhundert durch den Ritterorden errichtet. 
In der Mitte des 18. Jahrhunderts wurde die Entie  Přibislawitz der Allodialherrschaft Žleb einverleibt. Das Herrenhaus in Přibislawitz wurde zu Beginn des 19. Jahrhunderts dem Verfall preisgegeben. Karl Wilhelm II. von Auersperg ließ 1825 einen Teil des Schlösschens abbrechen. 
Im Jahre 1840 bestand das Rustikaldorf Přibislawitz aus 46 Häusern, in denen 329 Personen, darunter drei jüdische Familien, lebten. Unter dem Patronat der Obrigkeit stand die Filialkirche St. Wenzel. Im Ort bewirtschaften die Fürsten Auersperg einen obrigkeitlichen Meierhof, außerdem gab es eine dominikale Schäferei und ein Wirtshaus. Zu Přibislawitz inskribiert war die Einschicht Kozanda. Přibislawitz war Begräbnisort für Kozohlod und Podmok.
Nach der Aufhebung der Patrimonialherrschaften bildete Přibyslavice eine Gemeinde im Gerichtsbezirk Časlau, Caslaver Kreis. Ab 1868 gehörte die Gemeinde zum Bezirk Časlau. Im Zuge der Gebietsreform von 1960 wurde der Okres Čáslav aufgehoben; Přibyslavice wurde nach Vlkaneč eingemeindet und dem Okres Kutná Hora zugeordnet.
Am 3. März 1991 hatte der Ort 108 Einwohner, beim Zensus von 2001 lebten in den 54 Wohnhäusern von Přibyslavice 69 Personen.

## Ortsgliederung
Zum Ortsteil Přibyslavice gehört die Ansiedlung Kocanda (Kozanda). Der Ortsteil bildet den Katastralbezirk Přibyslavice u Vlkanče.

## Sehenswürdigkeiten
- Kirche des hl. Wenzel, erbaut zum Ende des 13. Jahrhunderts. Die Kirche ist von einem Friedhof mit einem barocken Totenhaus umgeben.
- Hügel Tisá skála mit Granitfelsen und Aussichtspunkt